# Dorfkirche Stangenhagen

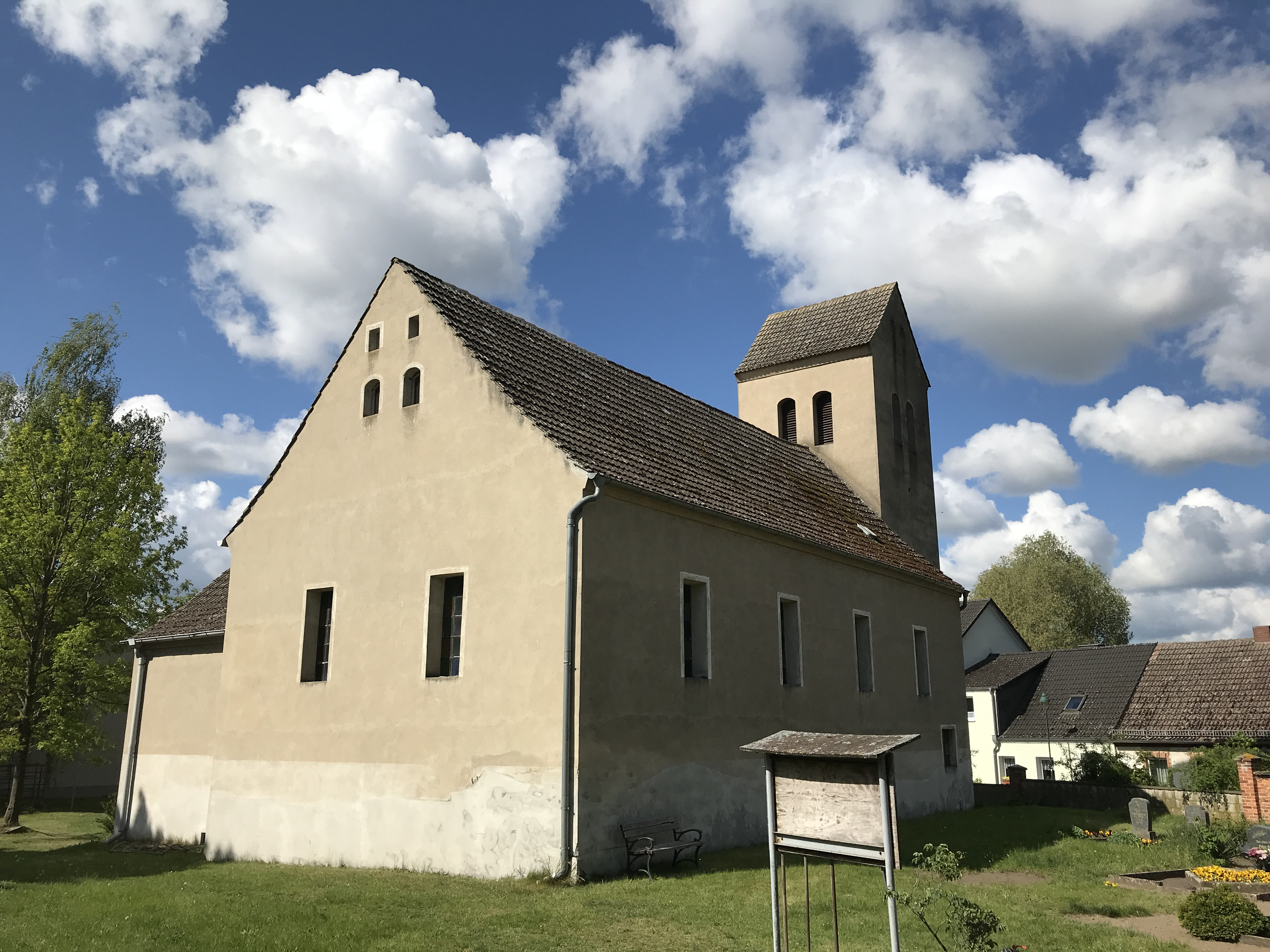
Dorfkirche Stangenhagen

Die evangelische Dorfkirche Stangenhagen ist eine Saalkirche in Stangenhagen, einem Ortsteil der Stadt Trebbin im Landkreis Teltow-Fläming im Land Brandenburg. Die Kirchengemeinde gehört zum Kirchenkreis Mittelmark-Brandenburg der Evangelischen Kirche Berlin-Brandenburg-schlesische Oberlausitz.

## Lage
Die Bundesstraße 246 führt als Trebbiner Allee in West-Ost-Richtung als zentrale Verbindungsachse durch den Ort. Im historischen Zentrum zweigt die Neue Bergstraße nach Norden ab. Östlich der Straße steht die Kirche auf einem Grundstück, das nach Norden hin ansteigt und durch eine Mauer eingefriedet ist.

## Geschichte
Die Geschichte der Kirche ist eng mit dem Adelsgeschlecht derer von Thümen verknüpft, die in der Region über viele Jahrhunderte großen Einfluss besaßen. Sie ließen 1727 einen Sakralbau errichten. Sie ersetzte einen einfachen Vorgängerbau, der 1559 errichtet worden war.

## Baubeschreibung

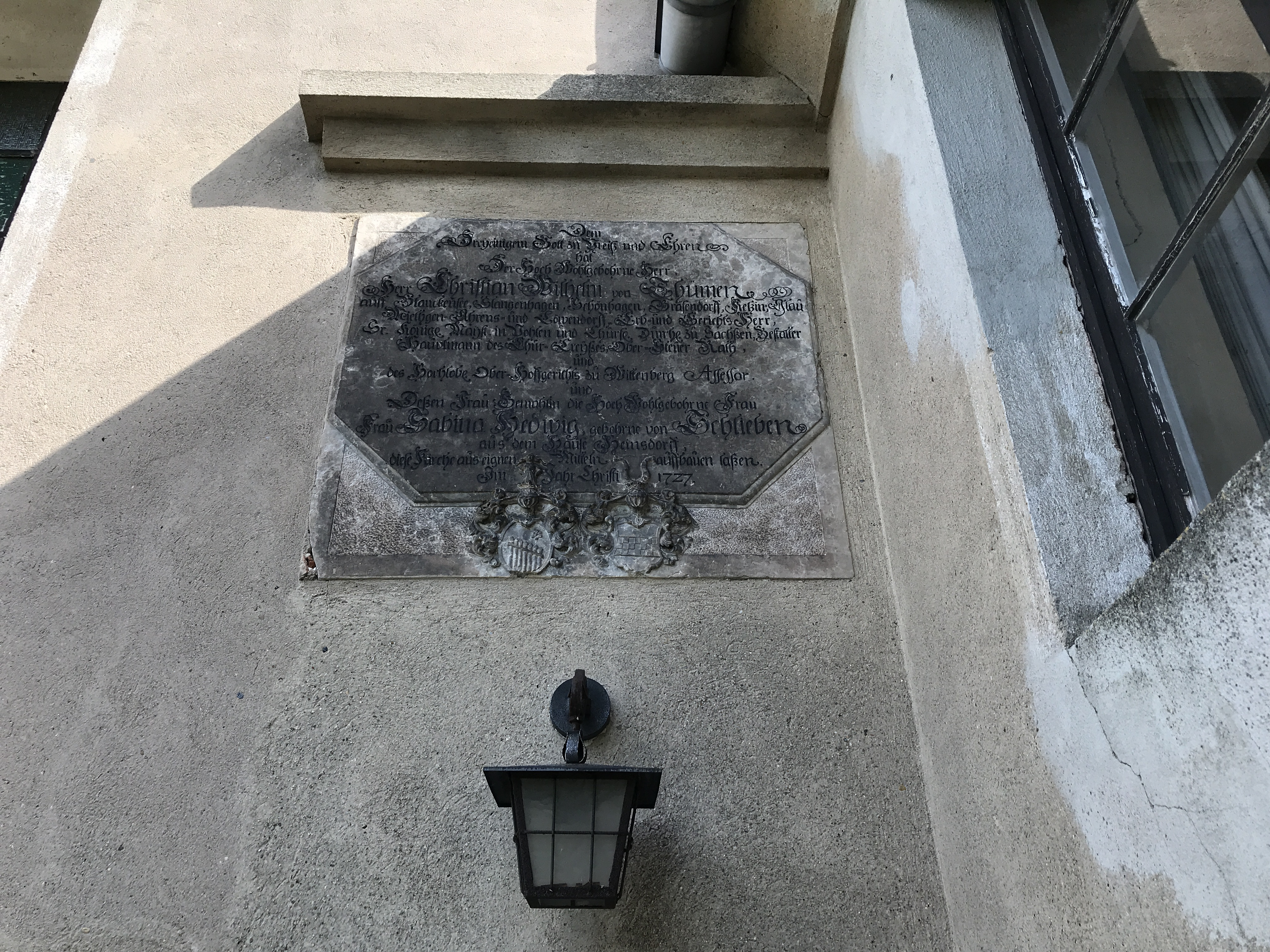
Allianzwappen am Südportal

Das Bauwerk entstand im Wesentlichen aus Mauersteinen, die anschließend verputzt wurden. Der Chor ist gerade und nicht eingezogen. An der Ostseite sind zwei schlichte und hochrechteckige Fenster. Im ebenfalls verputzten Giebel sind vier kleinere Öffnungen: zwei kleine rundbogenförmige Fenster und darüber zwei kleine hochrechteckige Öffnungen.
Daran schließt sich das Kirchenschiff an. Es hat einen rechteckigen Grundriss und ist vergleichsweise schlicht aufgebaut. An der Nordseite sind vier gleich große und hochrechteckige Fenster. Sie wurden gleichmäßig über die Fassade verteilt. Am westlichen Übergang ist ein kleines, quadratisches und tiefer gesetztes Fenster. An der Südseite ist im westlichen Bereich zunächst ebenfalls ein tiefer gesetztes Fenster gefolgt von zwei hochrechteckigen Fenstern. Nach Süden ist eine Patronatsloge. Am Übergang zur Loge ist am Schiff eine hochrechteckige Pforte. Oberhalb ist eine Stifterinschrift mit dem Allianzwappen von Christian Wilhelm von Thümen (1663–1741) sowie Sabina Hedgwig (geborene von Schlieben). Die Loge hat einen rechteckigen Grundriss und kann durch eine gedrückt-segmentbogenförmige Pforte von Westen her betreten werden. Darüber sind zwei große Fenster. Die Süd- und Ostwand sind geschlossen. Loge und Das Schiff tragen je ein schlichtes Satteldach.
Im Westen ist der querrechteckige Kirchturm. Er kann durch ein Portal von Süden her betreten werden. Am darüberliegenden Aufgang sind je ein hochrechteckiges Fenster. Im Glockengeschoss befinden sich an jeder Seite zwei rundbogenförmige Klangarkaden. Darüber ist ein quergestelltes Satteldach.

## Ausstattung
Zur Kirchenausstattung gehören ein hölzerner Kanzelaltar, der mit seitlichen Durchgängen ausgestattet ist. Er wurde vermutlich zur Bauzeit der Kirche errichtet. Der Aufbau besteht aus einer Ädikula, in die ein gerundeter Kanzelkorb eingelassen ist. Seitlich stehen je eine Engelsfigur, die als Symbol für die Eucharistie einen Kelch bzw. eine Patene tragen.
Zur weiteren Ausstattung gehören drei Gemälde, die Ende des 16./Anfang des 17. Jahrhunderts entstanden. Sie zeigen Szenen aus dem Neuen Testament. Mehrere Epitaphe erinnern an den 1725 verstorbenen Martin Schulze sowie dessen fünf Kinder, die 1715 und 1719 starben. Im Westen des Bauwerks steht eine Empore; an der Südseite ist der Übergang zur verglasten Patronatsloge. Das Bauwerk ist im Innern flach gedeckt, aber mit Stuck verziert; am Übergang ist eine Voute.